# Selva di Turingia

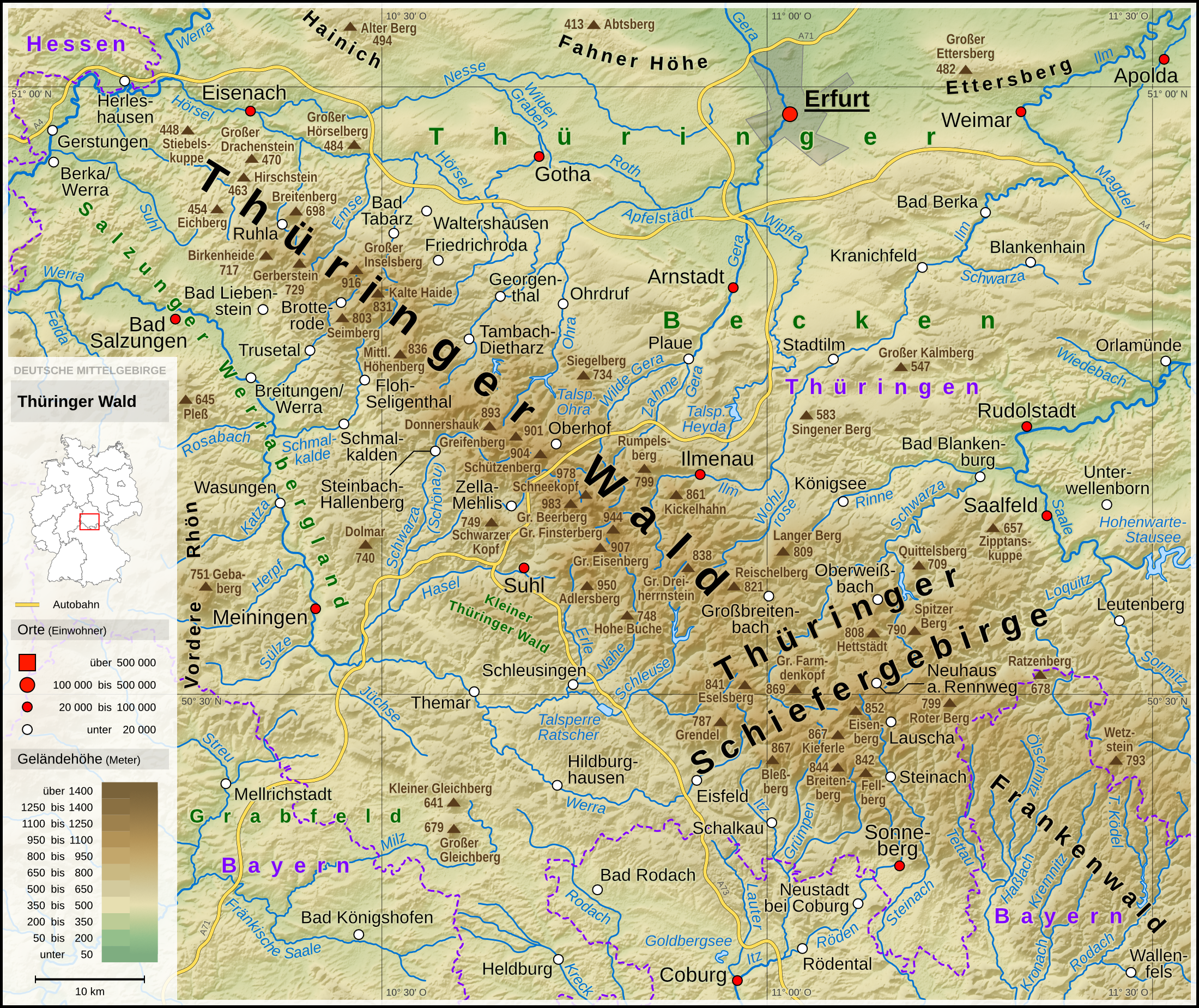

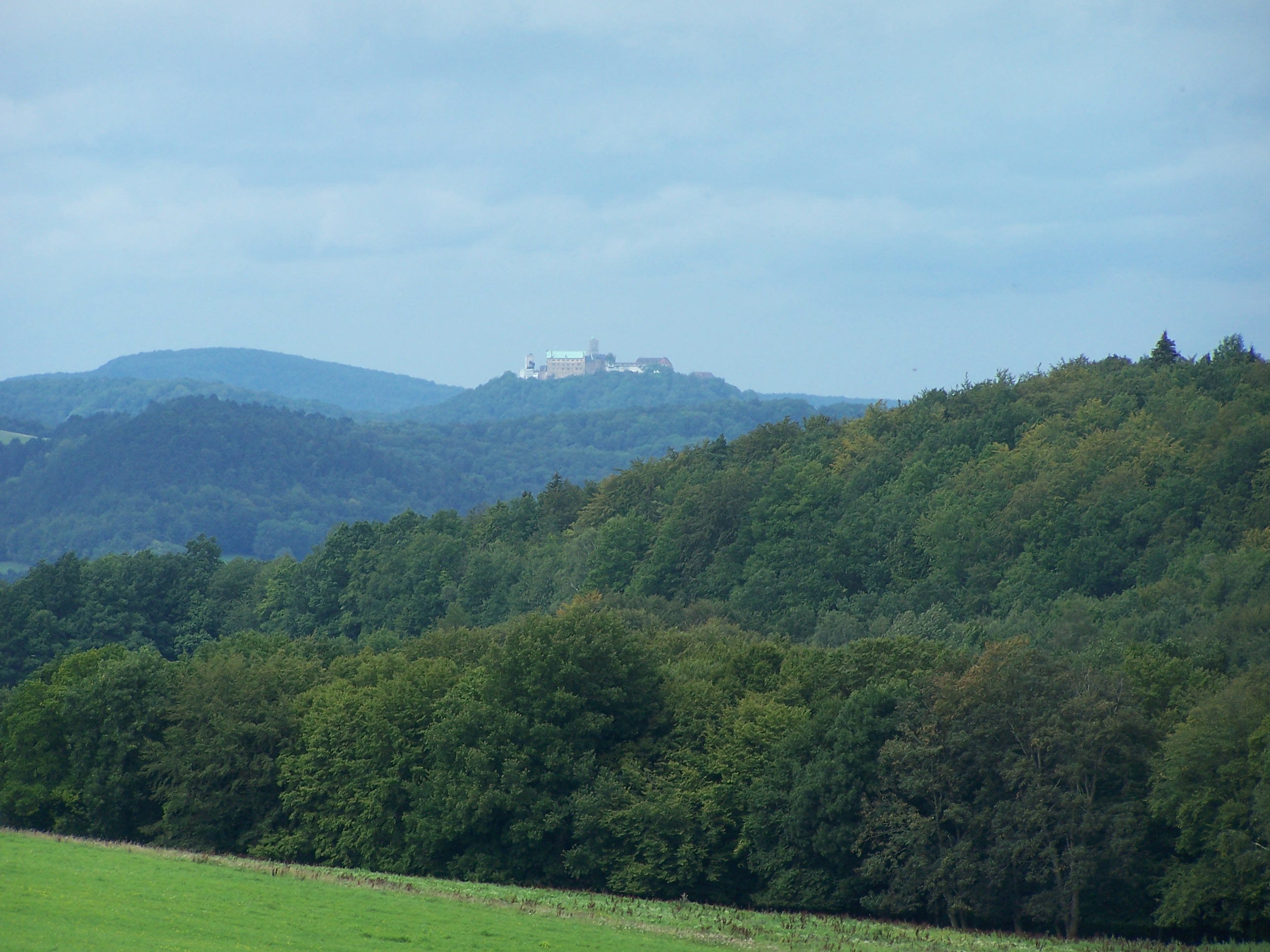
Veduta col castello di Wartburg.

La Selva di Turingia (in tedesco Thüringer Wald) è una foresta che si estende per 120 km da nord-ovest a sud-est su una successione di colline nel land tedesco della Turingia. Larga mediamente 35 km, il suo punto più alto è il Großer Beerberg (982 m).
Il Rennsteig (detto anche Rennweg) è un antico percorso che segue le vette delle colline sulla dorsale principale ed è oggi un rinomato sentiero per passeggiate che marca il confine tradizionale tra Germania settentrionale e centrale, oltre che quello fra Turingia e Franconia, aree linguisticamente e culturalmente distinte.

## Monumenti e luoghi d'interesse
- Wartburg. Questo imponente castello medievale è uno dei simboli della foresta. Vi visse un breve esilio Martin Lutero. Rappresenta un importante punto di riferimento legato ai Minnesänger.
- Località per gli sport invernali.

## Curiosità
Alla Selva di Turingia è intitolato l'asteroide 10244 Thüringer Wald.

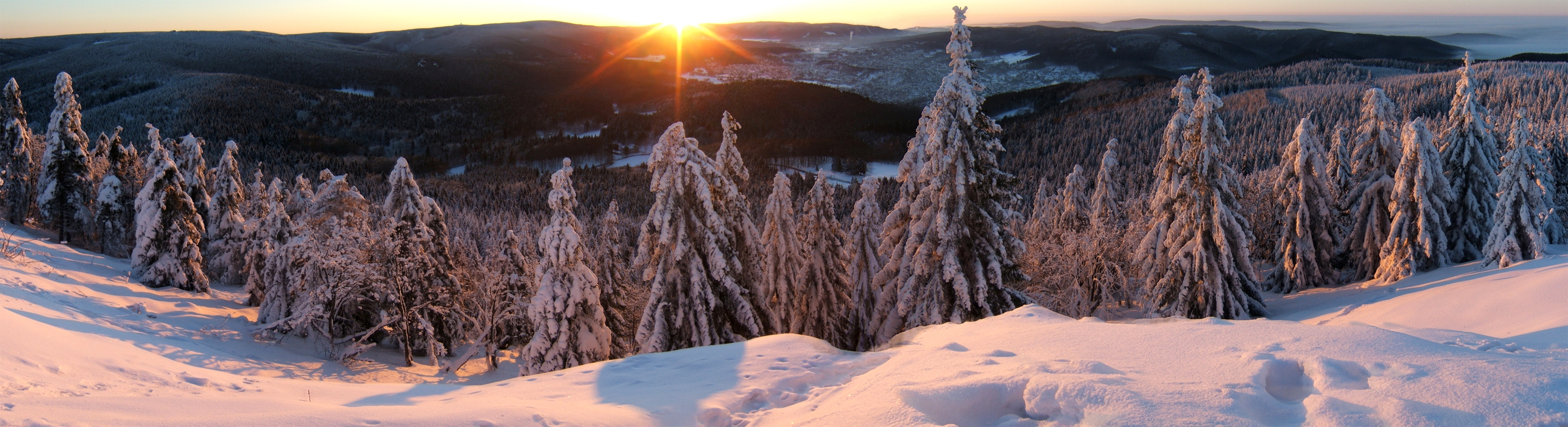
Panorama dal Ruppberg, presso Zella-Mehlis